# Павлувко (Члуховський повіт)
Павлувко (пол. Pawłówko) — село в Польщі, у гміні Пшехлево Члуховського повіту Поморського воєводства.
Населення — 356 осіб (2011).
У 1975-1998 роках село належало до Слупського воєводства.

## Демографія
Демографічна структура станом на 31 березня 2011 року:
|          | Загалом | Допрацездатний вік | Працездатний вік | Постпрацездатний вік |
| -------- | ------- | ------------------ | ---------------- | -------------------- |
| Чоловіки | 200     | 37                 | 154              | 9                    |
| Жінки    | 156     | 25                 | 111              | 20                   |
| Разом    | 356     | 62                 | 265              | 29                   |